# Aton
Aton ist eine altägyptische Gottheit, die in ihrer Erscheinung als Sonnenscheibe verehrt wurde. Unter der Herrschaft des Königs (Pharao) Echnaton stieg Aton in seiner Funktion als Sonnengott zum obersten göttlichen Wesen als Weiterentwicklung des Re auf. Die bisherigen Gottheiten büßten damit zunächst an Bedeutung ein, existierten aber noch in untergeordneten Rollen weiter (Monolatrie).
Mit zunehmender Regierungsdauer Echnatons verloren einige Gottheiten im theologischen Konzept ihre Funktionen, weshalb Echnaton ihre Existenz durch Tilgung ihrer Namen ebenso rigide zerstörte wie ihre Kulte und Kultstätten. Diese Vernichtung konzentrierte sich in erster Linie und mit nachhaltiger Konsequenz auf die thebanische Götterdreiheit Amun, Mut und Chons. Insbesondere fällt Echnatons Bestreben auf, Amun-Re als „Götterkönig“ zu beseitigen, was ihm auch letztlich gelang.
Im weiteren Verlauf der Regierungszeit Echnatons wurden nicht alle Götter beseitigt; beispielsweise blieben Gottheiten wie die Maat oder die beiden Kronengöttinnen Wadjet (Uto) und Nechbet erhalten. Zudem ist nicht nachweisbar, ob sich Echnatons Kult auf das gesamte Staatsgebiet des damaligen Ägypten hat ausdehnen können. Deshalb wird in der Ägyptologie seit Jahrzehnten eine kontroverse Diskussion über die Frage geführt, ob die anfängliche Monolatrie zu einem Monotheismus geführt habe.

## Geschichtlicher Hintergrund

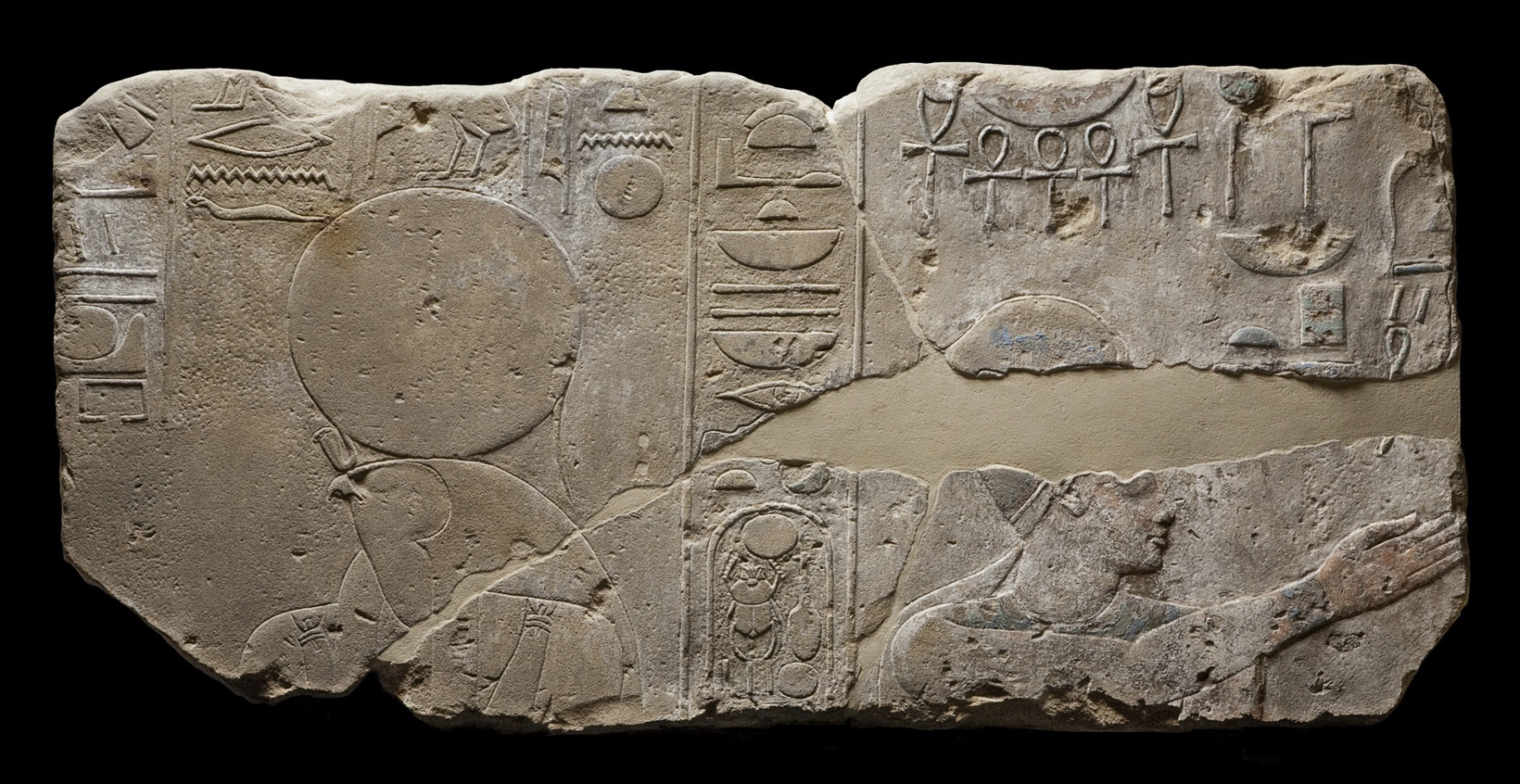
Traditionelle Darstellung des Aton (links) und König Echnaton (rechts), Ägyptisches Museum Berlin

Seit Anbeginn der altägyptischen Zivilisation spielte die Sonne und ihre mythische Metaphorik eine zentrale Rolle. In der Anfangsphase setzten die Ägypter die Sonnenscheibe mit Horus gleich. Mit dem in der 4. Dynastie einsetzenden Re-Kult galt die sichtbare Sonnenscheibe als das rechte „Auge des Re“, jedoch ohne dass die Sonnenscheibe an sich als Gottheit betitelt wurde. Erst im Mittleren Reich kam zur Zeit des Königs (Pharao) Mentuhotep II. (11. Dynastie) der Name Aton für die Bezeichnung der Sonnenscheibe als Gottheit und als Erscheinungsform des Re auf. Insofern wurde die Sonnenscheibe in ihrer Eigenschaft als Himmelskörper und Gleichsetzung mit Re als „Thron des Re“ verstanden. Es folgten weitere Beinamen des Re, die den Sonnengott mit der Sonnenscheibe verglichen: „Re, der in seiner Scheibe ist“.
Mit Beginn der 18. Dynastie (Neues Reich) wird Re gelegentlich als „Re, die Sonnenscheibe“ bezeichnet. In den theologischen Anschauungen Ägyptens kam es anschließend zu einem Paradigmenwechsel, der als „Neue Sonnentheologie“ in die Literatur Eingang gefunden hat. Bedeutendster Ausdruck dieser Entwicklung war die Erhebung des Amun-Re zum „Götterkönig“. Unter dem Vorzeichen des wirtschaftlichen und politischen Erstarkens der thebanischen Amun-Priesterschaft vollzieht sich das zunächst noch versteckte, später immer offener vorgetragene Bestreben, diesen Gott nicht nur in Form dieser monarchischen Zuspitzung des ägyptischen Pantheons herauszuheben, sondern ihn gar in die göttliche Alleinherrschaft und Ausschließlichkeit zu setzen.

## Mythische Bedeutung und Darstellung
Der Aton, wie ihn Echnaton konzipiert und durchsetzen will, „ist wirklich die Sonne und nichts als die Sonne, die durch ihre Strahlen Licht und Wärme und durch ihre Bewegung die Zeit erschafft, und die, indem sie auf diese Weise ständig die gesamte sichtbare und unsichtbare Wirklichkeit hervorbringt, die Annahme anderer Götter überflüssig macht.“
In den ersten Regierungsjahren Echnatons wird der Gott Aton noch traditionell wie Re-Harachte als Mensch mit Falkenkopf und bekrönender Sonnenscheibe dargestellt. Danach wandelt sich das Bild: Aton erscheint jetzt als blanke Sonnenscheibe, von der Strahlen abgehen, die in die Form menschlicher Hände auslaufen (Strahlen-Aton). Zumindest in den späten Darstellungen halten diese Hände regelmäßig Anch-Zeichen.

## Der lehrhafte Name des Aton
|  |

| Aa15 |

| D21 |

| N35 |

| I9 |

| Aa15 |

| N5 | G43 | H6 |

| N35 |

| Z4 | X1 |

| Aa15 |

| X1 · N35 · N5 | M17 |

| Aa15 |

| D21 |

| N35 |

| I9 |

| Aa15 |

| N5 | G43 | H6 |

| N35 |

| Z4 | X1 |

| Aa15 |

| X1 · N35 · N5 | M17 |

|  |

| Aa15 |

| D21 |

| N35 |

| I9 |

| Aa15 |

| N5 | G43 | H6 |

| N35 |

| Z4 | X1 |

| Aa15 |

| X1 · N35 · N5 | M17 |

| Aa15 |

| D21 |

| N35 |

| I9 |

| Aa15 |

| N5 | G43 | H6 |

| N35 |

| Z4 | X1 |

| Aa15 |

| X1 · N35 · N5 | M17 |

|  |

| N27 · N27 | G9 | S34 |

| D36 · Z4 · Y1 | V28 |

| Aa15 |

| N27 |

| X1 |

| N27 · N27 | G9 | S34 |

| D36 · Z4 · Y1 | V28 |

| Aa15 |

| N27 |

| X1 |

|  |

| N27 · N27 | G9 | S34 |

| D36 · Z4 · Y1 | V28 |

| Aa15 |

| N27 |

| X1 |

| N27 · N27 | G9 | S34 |

| D36 · Z4 · Y1 | V28 |

| Aa15 |

| N27 |

| X1 |

Im frühen Stadium des Aton-Kultes wird der sogenannte „lehrhafte Name“ als programmatische Formel geläufig. An diesem unternimmt der König später mehrere, mehr oder weniger gewichtige Modifizierungen, welche in dieser Weise, „Markensteinen gleich ..., den Weg seines Denkens“ nachvollziehen lassen.
Die Namen des Aton waren wie die eines ägyptischen Königs in (je zwei) Kartuschen gesetzt, wodurch seine Eigenschaft als universeller Gott hervorgehoben und die Gottkönigsrolle des Aton versinnbildlicht wurde. Dieser Form des alten lehrhaften Namens Atons gingen Konstruktionen voraus, die auf den im Grab Tut-anch-Amuns gefundenen Stoffen nachweisbar sind. So lässt sich erschließen, dass im Falle der Umhüllung einer Mamu-Figur mit der Datierung "Jahr 3" der Name des Gottes noch ohne Kartuschen geschrieben wurde. Dagegen ist der für die Umhüllung einer Ptah-Figur verwendete Stoff mit "Jahr 3, 2. schemu" datiert und stellt durch die hier bereits verwendeten Kartuschen die älteste nachweisbare Form des alten lehrhaften Namens Atons dar. Eine weitere frühe Form des Atonnamens lässt sich auf einem für eine Sachmetfigur verwendeten, undatierten Stoff belegen, bei dem die Form „der im Horizont jubelt“ fehlt und der damit vermutlich in das 2. Jahr des Königs zu datieren sein dürfte. Zugleich liefert dieser Beleg Hinweise auf das erste Heb-sed-Fest des Königs, das dieser gemeinsam mit seinem Gott feierte.
| X1 · N35 · N5 | M17 | N35 · Z4 · X1 · Aa15 | N5 · G43 | H6 | Aa15 · D21 · N35 · I9 · Aa15 |

| X1 · N35 · N5 | M17 | N35 · Z4 · X1 · Aa15 | N5 · G43 | H6 | Aa15 · D21 · N35 · I9 · Aa15 |

|  |

| X1 · N35 · N5 | M17 | N35 · Z4 · X1 · Aa15 | N5 · G43 | H6 | Aa15 · D21 · N35 · I9 · Aa15 |

| X1 · N35 · N5 | M17 | N35 · Z4 · X1 · Aa15 | N5 · G43 | H6 | Aa15 · D21 · N35 · I9 · Aa15 |

|  |

| Aa15 · N27 | D36 · Z4 · Y1 | V28 | N27 · N27 | G9 | S34 |

| Aa15 · N27 | D36 · Z4 · Y1 | V28 | N27 · N27 | G9 | S34 |

| X1 |

| I9 · A49 · C3 |

| X1 |

| I9 · A49 · C3 |

| Aa15 · N27 | D36 · Z4 · Y1 | V28 | N27 · N27 | G9 | S34 |

| Aa15 · N27 | D36 · Z4 · Y1 | V28 | N27 · N27 | G9 | S34 |

| X1 |

| I9 · A49 · C3 |

| X1 |

| I9 · A49 · C3 |

| M17 | S34 | M17 |

| M17 | S34 | M17 |

| X1 |

| I9 · C3 · A49 |

| X1 |

| I9 · C3 · A49 |

| S34 | G9 | N27 · N27 | V28 | D36 · Z4 · Y1 | Aa15 · N27 |

| S34 | G9 | N27 · N27 | V28 | D36 · Z4 · Y1 | Aa15 · N27 |

| X1 |

| I9 · C3 · A49 |

| X1 |

| I9 · C3 · A49 |

| S34 | G9 | N27 · N27 | V28 | D36 · Z4 · Y1 | Aa15 · N27 |

| S34 | G9 | N27 · N27 | V28 | D36 · Z4 · Y1 | Aa15 · N27 |

|  |

| Aa15 · D21 · N35 · I9 · Aa15 | H6 | N5 · G43 | N35 · X1 · Z4 · Aa15 | M17 | X1 · N35 · N5 |

| Aa15 · D21 · N35 · I9 · Aa15 | H6 | N5 · G43 | N35 · X1 · Z4 · Aa15 | M17 | X1 · N35 · N5 |

|  |

| Aa15 · D21 · N35 · I9 · Aa15 | H6 | N5 · G43 | N35 · X1 · Z4 · Aa15 | M17 | X1 · N35 · N5 |

| Aa15 · D21 · N35 · I9 · Aa15 | H6 | N5 · G43 | N35 · X1 · Z4 · Aa15 | M17 | X1 · N35 · N5 |

| X1 · N35 · N5 | M17 | N35 · Z4 · X1 · Aa15 | N5 · G43 | H6 | Aa15 · D21 · N35 · I9 · Aa15 |

| X1 · N35 · N5 | M17 | N35 · Z4 · X1 · Aa15 | N5 · G43 | H6 | Aa15 · D21 · N35 · I9 · Aa15 |

|  |

| X1 · N35 · N5 | M17 | N35 · Z4 · X1 · Aa15 | N5 · G43 | H6 | Aa15 · D21 · N35 · I9 · Aa15 |

| X1 · N35 · N5 | M17 | N35 · Z4 · X1 · Aa15 | N5 · G43 | H6 | Aa15 · D21 · N35 · I9 · Aa15 |

|  |

| Aa15 · N27 | D36 · Z4 · Y1 | V28 | N27 · N27 | G9 | S34 |

| Aa15 · N27 | D36 · Z4 · Y1 | V28 | N27 · N27 | G9 | S34 |

| X1 |

| I9 · A49 · C3 |

| X1 |

| I9 · A49 · C3 |

| Aa15 · N27 | D36 · Z4 · Y1 | V28 | N27 · N27 | G9 | S34 |

| Aa15 · N27 | D36 · Z4 · Y1 | V28 | N27 · N27 | G9 | S34 |

| X1 |

| I9 · A49 · C3 |

| X1 |

| I9 · A49 · C3 |

| M17 | S34 | M17 |

| M17 | S34 | M17 |

| X1 |

| I9 · C3 · A49 |

| X1 |

| I9 · C3 · A49 |

| S34 | G9 | N27 · N27 | V28 | D36 · Z4 · Y1 | Aa15 · N27 |

| S34 | G9 | N27 · N27 | V28 | D36 · Z4 · Y1 | Aa15 · N27 |

| X1 |

| I9 · C3 · A49 |

| X1 |

| I9 · C3 · A49 |

| S34 | G9 | N27 · N27 | V28 | D36 · Z4 · Y1 | Aa15 · N27 |

| S34 | G9 | N27 · N27 | V28 | D36 · Z4 · Y1 | Aa15 · N27 |

|  |

| Aa15 · D21 · N35 · I9 · Aa15 | H6 | N5 · G43 | N35 · X1 · Z4 · Aa15 | M17 | X1 · N35 · N5 |

| Aa15 · D21 · N35 · I9 · Aa15 | H6 | N5 · G43 | N35 · X1 · Z4 · Aa15 | M17 | X1 · N35 · N5 |

|  |

| Aa15 · D21 · N35 · I9 · Aa15 | H6 | N5 · G43 | N35 · X1 · Z4 · Aa15 | M17 | X1 · N35 · N5 |

| Aa15 · D21 · N35 · I9 · Aa15 | H6 | N5 · G43 | N35 · X1 · Z4 · Aa15 | M17 | X1 · N35 · N5 |

Nachdem jedoch spätestens ab dem achten Regierungsjahr um der Ausschließlichkeit des Aton willen die weitgehende Abschaffung und radikale Unterdrückung der traditionellen Gottheiten vollzogen war, korrigiert Echnaton den „lehrhaften Namen“ entscheidend, so dass eine zweite, endgültige Fassung folgte. In beiden Kartuschen wurden die bisher wichtigen Götter Re-Harachte und Schu entfernt. Mit der Verbindung von Re und Harachte verschwindet die falkenköpfige Gottheit in der ersten Kartusche und allein Re (die Sonne, das Licht) bleibt bestehen. In der zweiten Kartusche ersetzt Re ebenfalls die Gottheit Schu.
In dieser endgültigen Namensfassung, auch dem „zweiten lehrhaften Namen des Aton“, dürfte, so steht zu vermuten, der Name Re nicht mehr für den originären Sonnengott, sondern nur noch für das Prinzip der Sonne gestanden haben, von dem dann im sogenannten „Sonnenhymnus“ die Rede ist.
Neben der unter dem zweiten Kartuschenpaar (siehe nebenstehende Tabelle) angebrachten Übersetzung für die offenbar endgültige Form des „lehrhaften Namens“ findet sich in der Literatur auch diese: „Es lebt Re, der Herrscher der beiden Horizonte, der frohlockt in seinem Lichtland (Horizont) in seinem Namen als Vater des Re, der (wieder)gekommen ist als Aton“

## Theologische Konsequenzen
In mehreren Einzelgräbern jener Periode finden sich meist kürzere, teils fragmentarische Inschriften. Deren umfangreichste Version steht im Grab des Eje. Dieser „Sonnenhymnus des Echnaton“ (und nicht wie oft falsch wiedergegeben: „Sonnenhymnus des Aton“) wird heute als das Glaubensbekenntnis Echnatons angesehen. Zwar ist nicht nachzuweisen, ob das Weihegedicht von Echnaton selbst verfasst wurde, doch wird dies für möglich gehalten.
In dieser Eulogie an Aton wird in lyrischer Form dessen schöpferische und lebenserhaltende Kraft gefeiert, die allein durch ihre Anwesenheit am Himmel, durch die ausgesandte Wärme und das helle Licht ihre einzigartige und unvergleichliche Wirkung vollbringt, während Atons Abwesenheit mit Dunkelheit und Tod, Ohnmacht und dem Erwachen des Bösen gleichgesetzt wird. Infolge seiner Bewegung über das Firmament bringt Aton, dieser Gottessicht zufolge, zugleich die Zeit hervor. Neu ist zudem, dass Atons Wirken nicht auf Ägypten und die Ägypter beschränkt bleibt, sondern alle Länder und Menschen des damals bekannten Erdkreises einbegreift.
Bei alledem versteht der Hymnus den Aton ausschließlich als eine Gottes-Naturerscheinung, die ihren Willen und ihre Beziehungen zu den Menschen ausschließlich durch den König artikuliert und kultisch verwirklicht. Dennoch war der Aton-Kult keine Naturlehre im Sinne späterer griechischer Philosophen, sondern verfolgte, worüber heute weitgehend Konsens besteht, einen radikalen, wenngleich nicht vollkommen konsequenten Monotheismus. Damit war die mit Aton verbundene Theologie zugleich „in ihrer unerbittlichen Konsequenz die einfachste und klarste Religion, die jemals geformt wurde!“ So ist der Aton-Kult möglicherweise die erste Stiftungsreligion der Menschheitsgeschichte.

## Wirkungen des Aton-Kultes
Echnaton hat – mindestens seit er in den ersten Regierungsjahren bezüglich des Aton-Kultes und dessen theologischen, politischen und wirtschaftlich-sozialen Konsequenzen heftige Gegenwehr durch die traditionellen Götterkulte verspürte – seine Religionsabsichten auf radikale Weise durchgesetzt. Nicht nur wurden die Tempel der anderen Götter, besonders die des vormaligen Reichsgottes Amun (Amun-Re), geschlossen und deren Vermögen den Atontempeln oder dem Königsschatz übereignet sowie die Namen dieser Gottheiten, ja selbst die Pluralform „Götter“ aus bildlichen Darstellungen getilgt, sondern es wurden zumeist auch deren Repräsentanten, Priester und Beamte ihrer Stellung und vielfach ihres Besitzstandes enthoben. Allein das musste zu erheblichen gesellschaftlichen Spannungen führen.
Dies umso mehr, als dem ägyptischen Volke aus seiner ethischen Vorstellungswelt die Götter, die Gutes belohnen und Böses verfolgen, ebenso verbannt waren wie die Gelegenheiten zur Hinwendung an diese Götter. Weiterhin versanken mit der konsequenten Ächtung der traditionellen Götter auch die jahrtausendealten Vorstellungen von der präexistenten Urzeit und der Weltschöpfung. Und schließlich sahen sich die Menschen der Vorstellungen von dem unterweltlichen Königtum des Osiris (Duat) und des mit diesen verbundenen Wissens um die Erlangung des Ewigen Lebens beraubt. Der Totenkult folgte zwar noch den tradierten Ritualen, war aber seines überlieferten Sinns entkleidet. Das Leben nach dem Tode spiele sich in der diesseitigen Welt ab. Gleich den Lebenden wurden die Bas der seligen Toten alltäglich von den ersten Strahlen Atons geweckt. Zu ihrer Versorgung wurden sie von ihm in die Tempel gerufen, wo sie an den Opfern Anteil hatten.

### Nachwirkungen des Aton-Kultes
Zeitgleich mit dem Tod Echnatons geriet der Aton-Kult in seine Niedergangsphase. Unter Echnatons unmittelbaren Nachfolgern Semenchkare, Tutanchamun und Eje scheint es Phasen halbherziger Bewahrungsversuche gegeben zu haben, die aber schließlich scheiterten und zur Wiedereinsetzung der alten Götter führten. Erst mit Haremhab, der vermutlich schon unter Echnaton, bestimmt aber unter seinen Nachfolgern Oberbefehlshaber des ägyptischen Heeres und unter Tutanchamun sogar eine Art Königsstellvertreter war, setzte eine konsequente Überwindung des Aton-Kultes ein. Diese wurde noch von Sethos I. und Ramses II. zielstrebig betrieben.
Vielfach findet man vor allem in der populärwissenschaftlichen Literatur die Behauptung, es wären auf diese Weise wieder jene Zustände zurückgekehrt, die vor Echnaton bestanden hatten. Das ist insofern nicht richtig, als die Nachwirkungen des theologischen Konzeptes des Aton-Kults wie auch seine politischen Konsequenzen wirksam in die künftige Geschichte strahlten. So scheint das bis dahin außer jeder Kritik stehende Königtum allein schon deshalb in eine tiefe Krise geraten zu sein, als Echnaton am Ende seiner Zeit als Lügner und Ketzer gebrandmarkt war. In ein ähnliches Dilemma war auch das Prinzip der Maat und der mit dieser verbundenen „konnektiven Gerechtigkeit“ geraten. Und schließlich hatte die gesamte Theologie und Frömmigkeit des alten Ägypten neue, auf einen Henotheismus hinauslaufende Impulse erhalten, womit der alte Polytheismus zwar nicht überwunden wurde, in denen monotheistische Vorstellungen aber latent waren.
Als sehr wahrscheinlich muss gelten, dass die mit dem Aton-Kult in das Denken gebrachte Idee des Monotheismus Einfluss auf dessen Aus- und Fortentwicklung in anderen Weltgegenden hatte. Eine unmittelbare Wirkung auf die Herausbildung des jüdischen Monotheismus, wie sie Sigmund Freud zu erkennen glaubte, indem er davon ausging, der Religionsstifter Mose habe seiner Exodus-Schar „die vergeistigte Aton-Religion“ nahegebracht, ist – sofern man Mose als historische Person und den Exodus als reales Geschichtsereignis sieht – insofern zwar möglich, jedoch nicht nachweisbar.

### Kultstätten
- Per-Aton-Tempel in Karnak
- Stadtgründung Achetaton (Horizont des Aton), heute El-Amarna
- Hannaton, das an der Straße von Megiddo nach Akko liegt. (Jos 19,14 EU)

## Literarische Aufarbeitung
Neben einer Vielzahl wissenschaftlicher und populärwissenschaftlicher Werke hat sich auch die Belletristik des Themas vielfach angenommen und sich mit dem Aton-Kult und seinen Protagonisten literarisch auseinandersetzt. Zu nennen wären unter anderen Pauline Gedge: Pharao, Christian Jacq: Nofretete und Echnaton, Andreas Schramek: Im Lande das Falkengottes oder Nagib Machfus: Echnaton: Der in der Wahrheit lebt, Siegfried Obermeier: Echnaton – Im Zeichen der Sonne.
Die wahrscheinlich bekannteste literarische Betrachtung dieser besonderen Phase der Kultur- und Religionsgeschichte findet sich bei Thomas Mann, im 4. Band seiner Josephs-Tetralogie. Mit dieser hat sich Jan Assmann kritisch auseinandergesetzt. Insbesondere widerspricht Assmann der Darstellung, Echnaton habe mit dem Aton-Kult den Schritt vom immanenten zum transzendenten Gott vollzogen. Vielmehr sei die physikalische Erscheinung und Wirkung des Himmelskörpers Sonne zum alleinigen Gott erklärt und damit das Götterwesen Altägyptens insgesamt entmystifiziert worden. Somit weist Assmann nach, warum das von Thomas Mann hinter Aton gesetzte Gottesprinzip (dort: „Herr des Aton“ genannt) eine unzutreffende Darstellung ist.